# DEx12

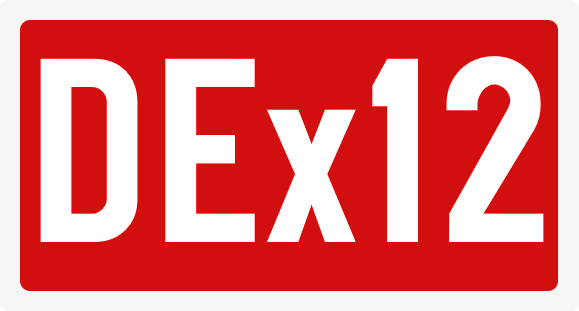
Wegschild

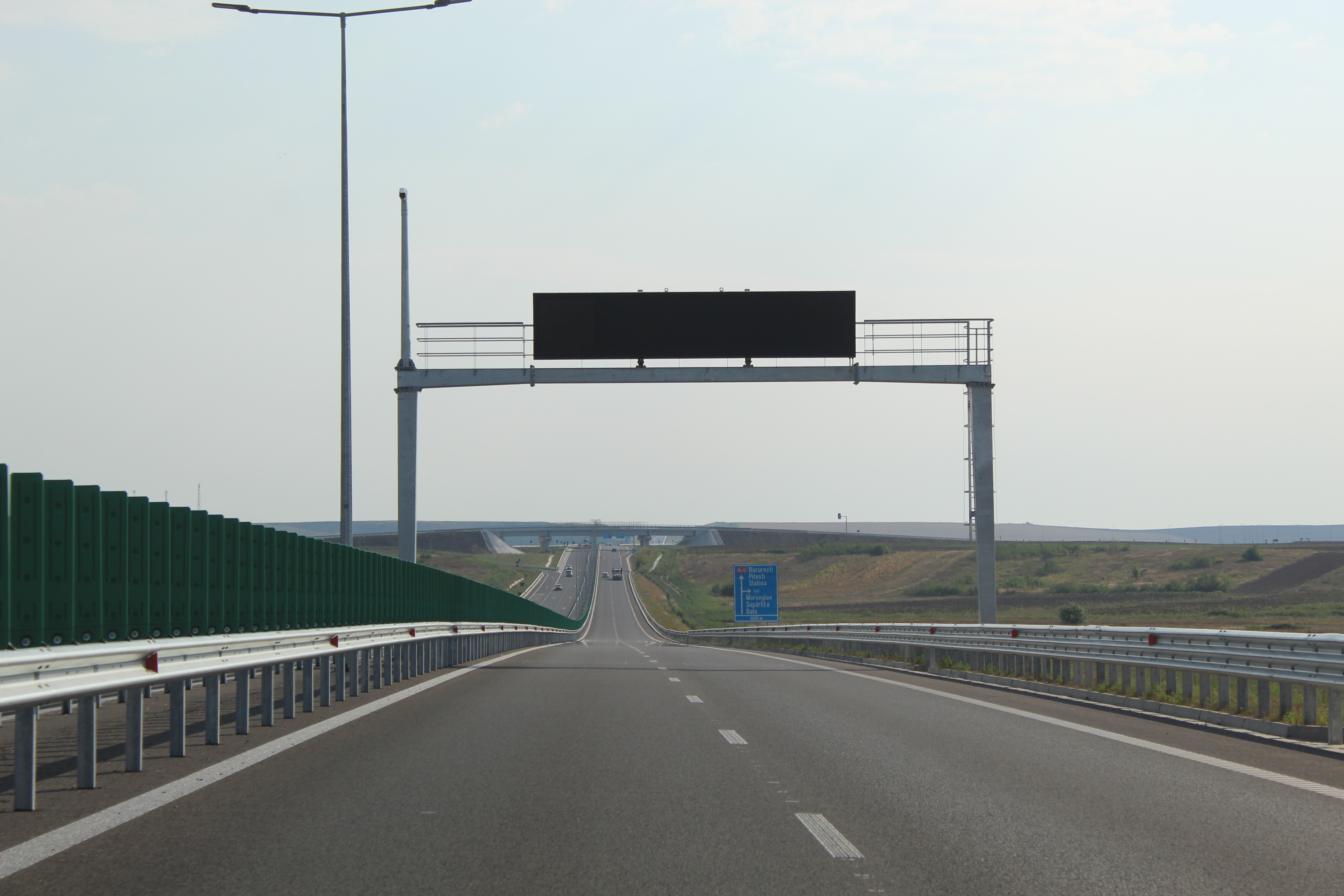
DEx12 nabij Piatra Olt

De DEx12 is een expresweg in Roemenië, die Pitești (A1) verbindt met Craiova over een afstand van 242 kilometer. Deze expresweg was oorspronkelijk gepland als autosnelweg A12; die plannen werden in 2017 veranderd. De eerste 15 kilometer opende in 2022 en nadien 31 kilometer in 2023. Op 28 november 2024 opende nog 20 kilometer tussen Colonești en Albota. Op 31 juli 2025 opende de laatste 13 kilometer tussen Albota en Pitești.